# 原爆の図丸木美術館
公益財団法人原爆の図丸木美術館（こうえきざいだんほうじん げんばくのず まるきびじゅつかん）は、埼玉県東松山市にある美術館およびその事業主体、管理運営を行う公益財団法人。「原爆の図」を常設展示している。

## 概要
1967年5月に開館。丸木位里（1901年-1995年）・丸木俊（1912年-2000年）夫妻による「原爆の図」連作ほかの共同制作作品、位里の母・丸木スマの絵画を常設展示している。第二次世界大戦で使用された原子爆弾の惨状を描いた「原爆の図」は、日本だけでなく、世界各地で巡回展示されている。
機関紙「原爆の図丸木美術館ニュース」（季刊）を発行。
2001年から2010年まで、美術評論家の針生一郎が館長を務めた。
原発にも反対しており、1989年の福島第二原子力発電所の損傷事故の際には、原発分の電気料金は払わないと東京電力に通知、電気料金の一部を支払わなかったため、東京電力が料金未払いとして送電を停止。発電機による自家発電によって電気をまかなったこともある。

## 施設
1967年の開館当時は2部屋からなる平屋の建物であった。この地に美術館を建てたのは、そばを流れる都幾川が丸木位里の故郷である広島県の太田川の風景に似ていたためであった。
その後、増改築が繰り返して行われ、2023年12月現在は鉄骨造りや木造など5つの建物からなる2階建て構造になっている。しかし、建物の老朽化により改修計画がまとめられ、2025年秋に着工して約1年半休館となり、2027年春にリニューアルオープンする予定である。

## 利用案内
- 所在地：〒355-0076 埼玉県東松山市大字下唐子1401
- 開館時間：3月～11月は9:00～17:00、12月～2月は9:30～16:30
- 休館日：月曜日（祝日にあたる場合は翌平日）、年末年始（12月29日～1月3日）
- 入館料：大人900円、中高生または18歳未満600円、小学生400円
  - 60歳以上800円
  - 障がい者：大人450円、中高生または18歳未満300円、小学生200円
  - 団体割引（20名以上）：大人800円、中高生または18歳未満500円、小学生300円

## 交通アクセス

### 鉄道
- 東武東上線・つきのわ駅南口から徒歩2.5km

※つきのわ駅にはタクシーの常駐がないため、タクシー利用の場合は森林公園駅からが便利である。

### バス
- 東松山市内循環バス（日曜日運休）
  - 東松山駅東口から「市民健康増進センター」ゆき12分、「丸木美術館東」バス停から徒歩10分（約1.0km）
- 鳩山町営路線バス
  - 高坂駅西口から「上熊井」ゆきまたは「越生駅」ゆき「神戸神社」バス停から徒歩25分（約2.0km）

### 自動車
- 関越自動車道・東松山ICから国道254号小川方面3.5km

## 主な収蔵品
- 原爆の図
- 水俣の図
- 南京大虐殺の図
- アウシュビッツの図

### 原爆の図
1950年に丸木位里・赤松俊子（丸木俊）の共作により、第1部《幽霊》が発表された。最後は1982年の第15部《ながさき》であり、この作品のみ長崎原爆資料館が所蔵。初期の3作については、作者自身と周辺の画家たち（そのうち1名は濱田善秀）の手がけた「再制作版」があり、そちらは広島市現代美術館が所蔵している。それ以外の14作品が原爆の図丸木美術館に所蔵され、巡回展に出る以外は常設展示されている。「幽霊」の発表当時は米軍を中心とする連合国軍の占領下で原爆被害の報道規制があり、その中で被爆者の姿を初めて広めた絵として評価されている。経年劣化が進行し、日本画などの修復で実績がある愛知県立芸術大学が修復を担当する。

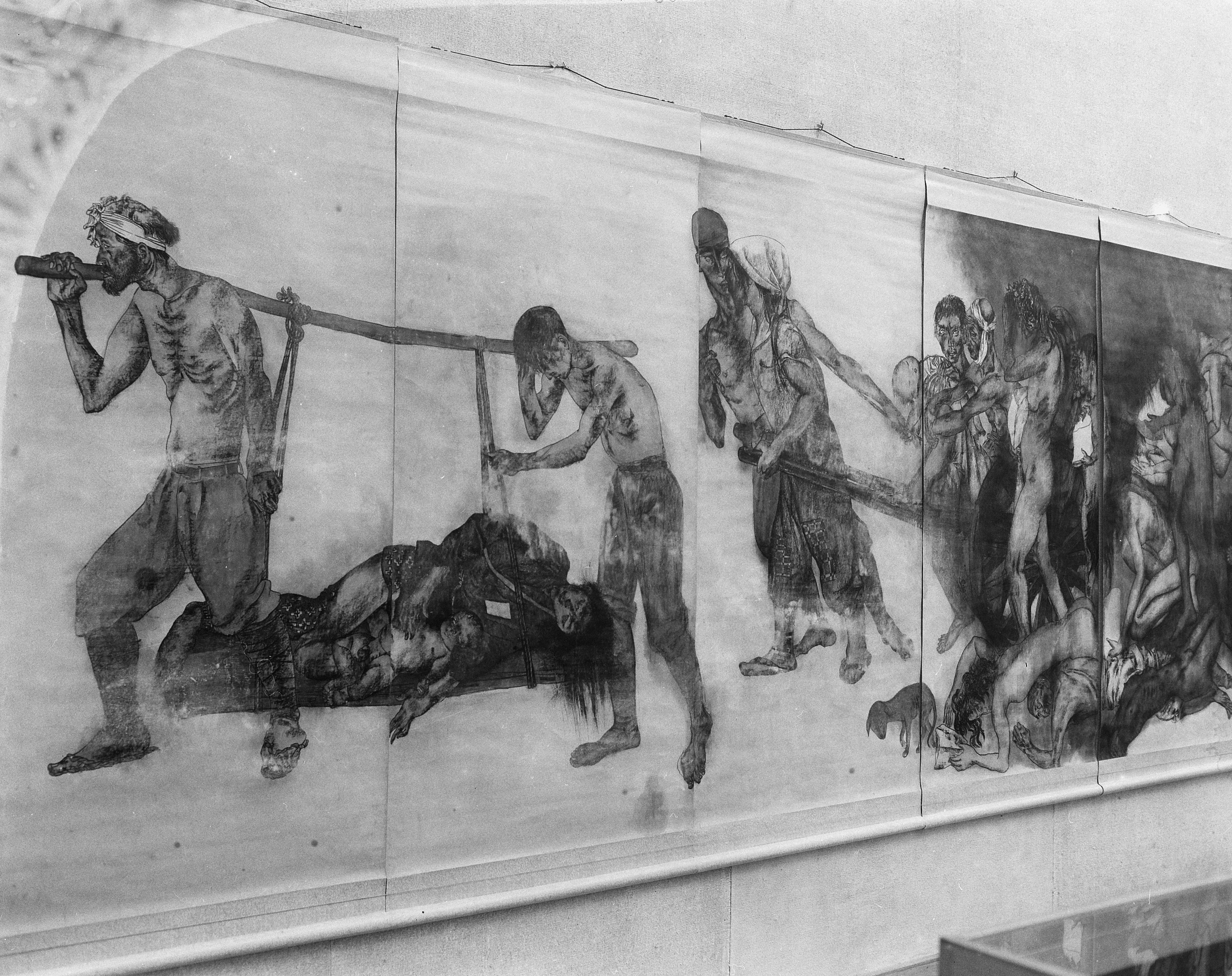
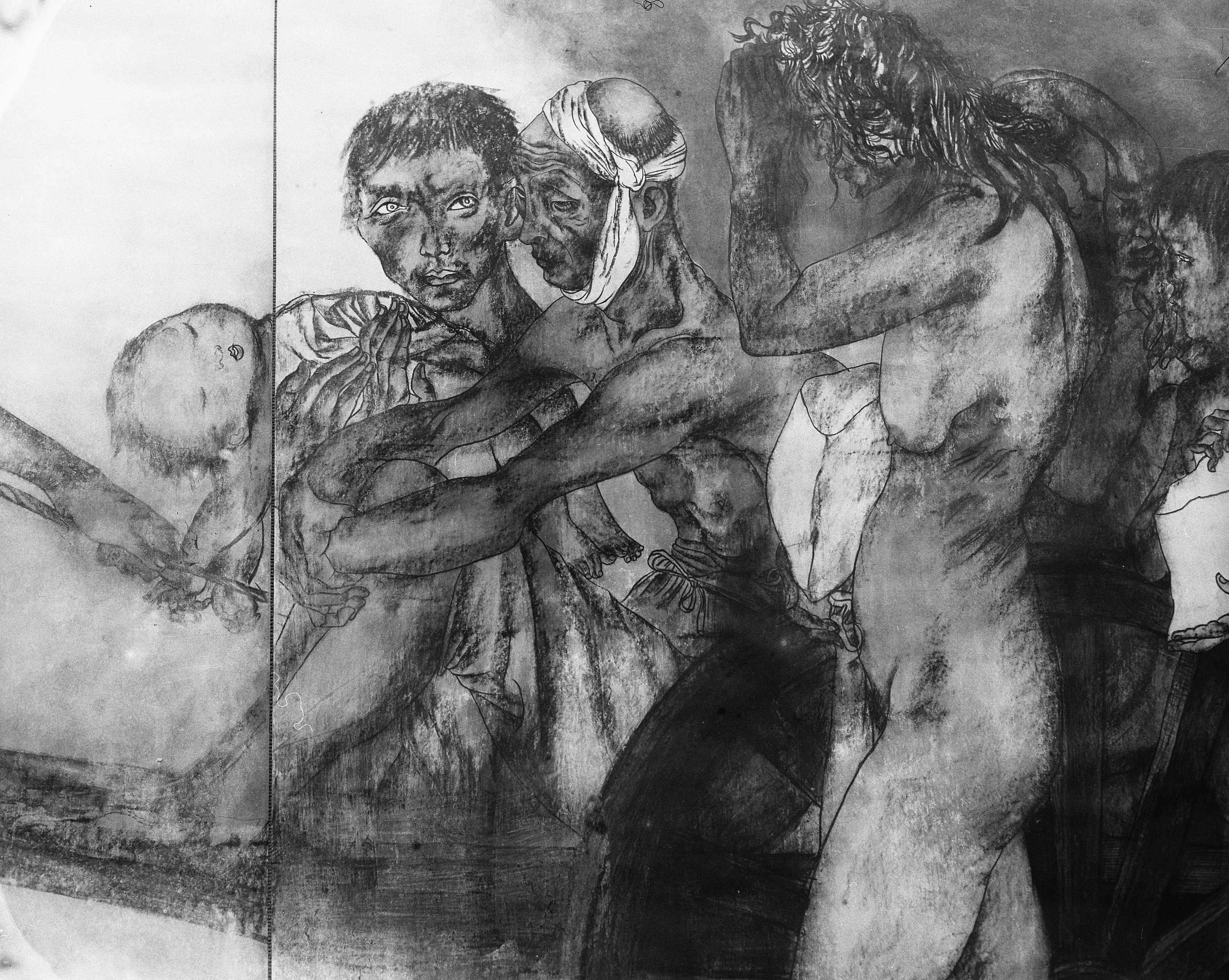
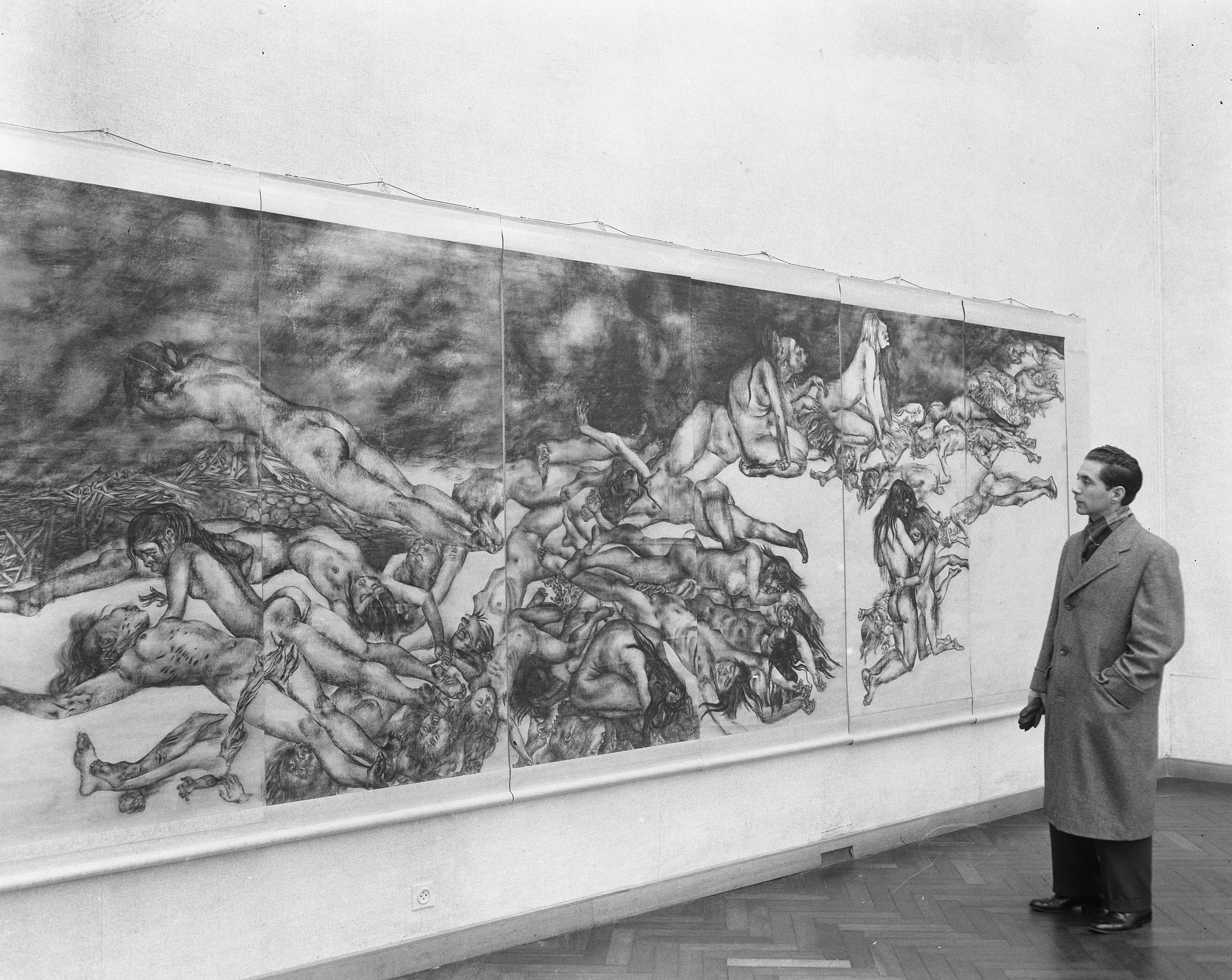
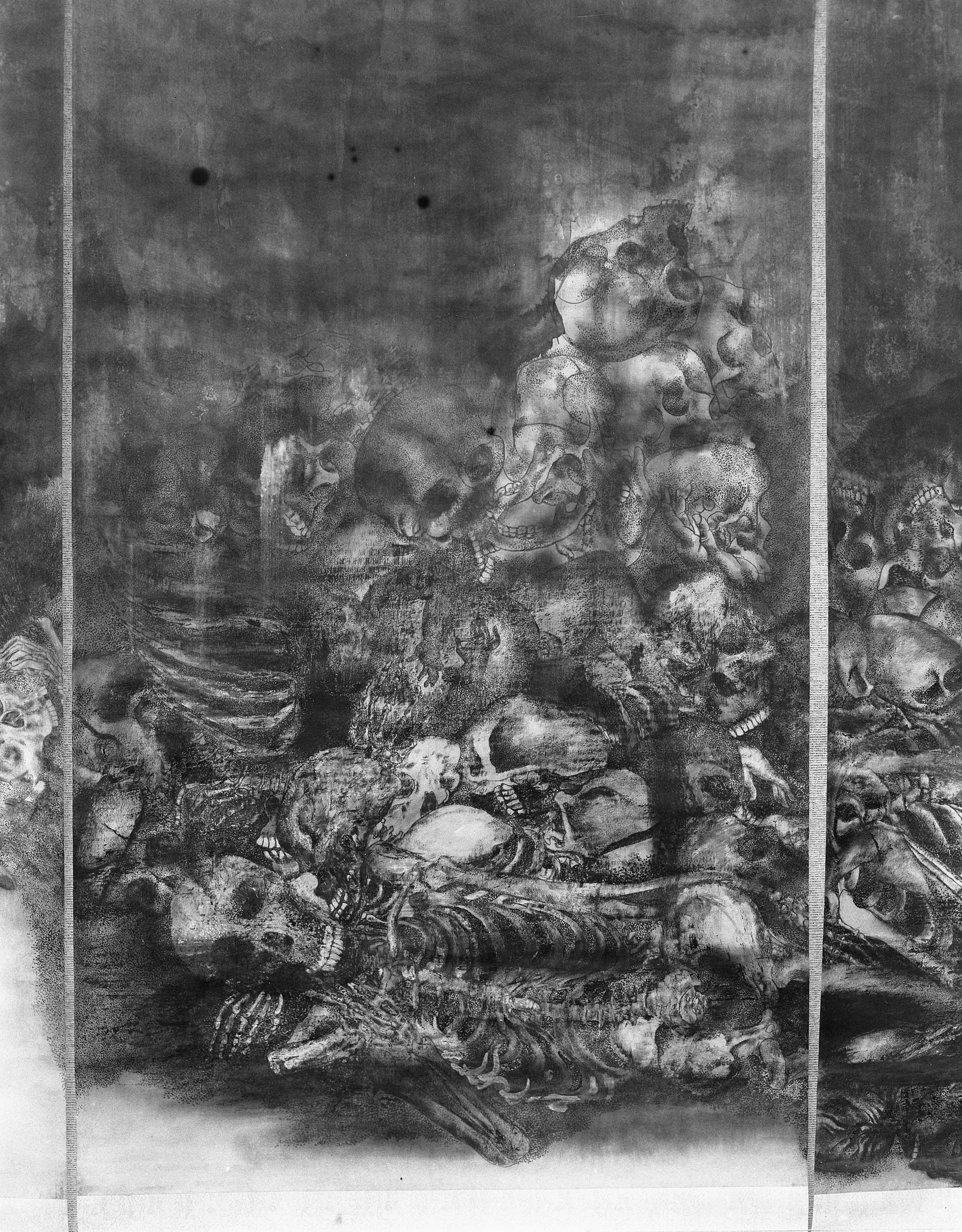